# سومو ديجتال
سومو ديجيتال لميتد (بالإنجليزية: Sumo Digital Ltd.)‏ ، هي شركة بريطانية لصناعة وتطوير ألعاب الفيديو والترفيه الإعلامي، أسست سنة 2003م.

## وصلة خارجية
- الموقع الرسمي